# Victor Chang
Victor Peter Chang (narozen jako Chang Yam Him; 21. listopadu 1936 Šanghaj – 4. července 1991 Sydney) byl australský kardiochirurg čínského původu a průkopník moderní transplantace srdce v Austrálii. Jeho vražda v roce 1991 ohromila Austrálii a je považována za jednu z nejznámějších v historii země. Chang měl státní pohřeb a v roce 1999 byl zvolen Australanem století v anketě People's Choice Awards.
Po dokončení studia medicíny na univerzitě v Sydney a práci v nemocnici St Vincent's Hospital se Chang dále vzdělával ve Spojeném království a Spojených státech jako chirurg. Po studiích se znovu vrátil do Austrálie. V nemocnici St Vincent's Hospital pomohl založit National Cardiac Transplant Unit, přední centrum pro transplantace srdce a plic v zemi. Changův tým měl vysokou úspěšnost při provádění transplantací srdce a byl průkopníkem ve vývoji umělé srdeční chlopně. V roce 1986 byl jmenován společníkem Australského řádu za „službu mezinárodním vztahům mezi Austrálií a Čínou a lékařské vědě“.
V roce 1991 byl Victor Chang zavražděn dvěma mladými muži po neúspěšném pokusu o vydírání. Založil vlastní nadaci Victor Chang Foundation. Po jeho smrti byl založen Victor Chang Cardiac Research Institute a pavilon Victor Chang Lowy Packer Building v St Vincent's Hospital.